# خالد نصرة
خالد فريز أسعد نصرة (وُلد في 1924 في جنين - تُوفي في 14 يوليو 2007 في البيرة) شاعر وصحفي فلسطيني. حصل على الثانوية العامة. عمل في الصحافة محرّرًا في جريدة القدس ثم النهار المقدسيتين. له دواوين شعرية عديدة. توفي في البيرة.

## سيرته
ولد خالد فريز أسعد نصرة في مدينة جنين سنة 1924. حصل على الشهادة الثانوية العامة وتوقف عن الدراسة بسبب ظروفه الحياتية الصعبة. ثم دخل الصحافة، فعمل محررّا ثقافيًا في جريدة القدس المقدسية، وعمل محررّا ثقافيًا في جريدة النهار أيضًا. خلال مهنته الأدبية حصل على جوائز أدبية في الشعر من الأردن، لندن، الرياض، الكويت وفلسطين. اشتغل في الصحافة أثناء عمله الوظيفي الطويل، وأشرف على الزوايا الأدبية في عدة صحف فلسطينية وأردنية. مثلُه الأعلى من الشعراء المتنبي، أحمد شوقي وعمر أبو ريشة. لقّب بـ«فارس القصيدة العمودية في فلسطين.» 

توفي خالد نصرة في بعد الظهر يوم 14 يوليو 2007 / 29 جمادى الاخرة 1428 عن عمر يناهز الـ83 عاماً بعد صراع طويل مع المرض في مدينة البيرة.

## مؤلفاته
من دواوينه الشعرية:
- أغاني الفجر، 1956
- لظى وعبير، 1960
- هزيم وتسابيح، 1968
- لمن الخيول، 1978
- شواطئ الضباب، 1990
- زنابق شعر منسية، 1992
- أشعار للصغار، 1994
- القنديل الوهاج، 1995
- أحلى الأناشيد، 1997
- قلادة المجد، 1998